# Alejandro O’Reilly

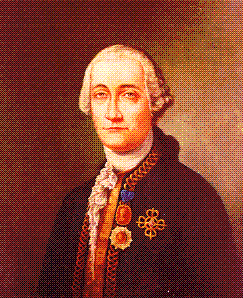
Inny wizerunek O’Reilly'ego tego samego artysty, XVIII wiek

Alejandro O’Reilly, właśc. Alexander O’Reilly (ur. 24 października 1723 w  Baltrasna w irlandzkim hrabstwie Meath, zm. 23 marca 1794 w Bonete w Hiszpanii) – hiszpański polityk i urzędnik, drugi kolonialny hiszpański gubernator Luizjany.

Urodził się w Irlandii, wstąpił do hiszpańskiej armii i szybko awansował. W roku 1765, król Hiszpanii wysłał marszałka O’Reilly'ego do Portoryko, by utworzyć tam milicję. O’Reilly znany był jako „ojciec portorykańskiej milicji”.
W sierpniu roku 1769 O’Reilly dotarł do Nowego Orleanu i jako nowy gubernator Luizjany formalnie objął w posiadanie tę prowincję w imieniu króla Hiszpanii.
W Nowym Orleanie jest nadal znany jako Bloody' O'Reilly ("krwawy O'Reilly") ze względu na egzekucję 6 wpływowych Francuzów (październik 1769), którzy zorganizowali rebelię przeciw władzy hiszpańskiej w roku 1768. Wówczas zwalczał ich poprzedni reprezentant Hiszpanii Antonio de Ulloa.